# Selección de baloncesto de Chile
La selección de baloncesto de Chile es el equipo formado por jugadores de nacionalidad chilena que representa a la Federación de Básquetbol de Chile (FEBACHILE) en las competiciones internacionales organizadas por la Federación Internacional de Baloncesto (FIBA) o el Comité Olímpico Internacional (COI): los Juegos Olímpicos, la Copa Mundial de Baloncesto y el Campeonato FIBA Américas.
En la década de 1950, Chile tenía uno de los mejores equipos nacionales de baloncesto del mundo. En años más recientes, el equipo ha competido principalmente a nivel regional en el Campeonato Sudamericano de Baloncesto.

## Historia
En 1950, Chile participó en su primer campeonato mundial, que tuvo lugar en Argentina, donde obtuvo su primera medalla de bronce. En ese torneo, Chile venció a las selecciones de básquetbol de Yugoslavia (40-24), España (54-40), Brasil (51-40) y Francia (48-44).
En 1954, Chile participó en su segundo campeonato mundial, que se llevó a cabo en Brasil, donde obtuvo el décimo lugar. En ese torneo, Chile venció a las selecciones de básquetbol de Formosa (68-66), Yugoslavia (70-62) y Perú (52-48).
En 1959, Chile organizó el tercer campeonato mundial, donde obtuvo su segunda medalla de bronce.

## Historial

### Copa Mundial
Resultado General: 32.º puesto
| Copa Mundial de Baloncesto |
| --- |
| - 1950: - 1954: 10° Lugar - 1959: - 1963: No calificó - 1967: No calificó - 1970: No calificó - 1974: No calificó - 1978: No calificó - 1982: No calificó - 1986: No calificó - 1990: No calificó - 1994: No calificó - 1998: No calificó - 2002: No calificó - 2006: No calificó - 2010: No calificó - 2014: No calificó - 2019: No calificó - 2023: No calificó - 2027: TBD |

### Juegos Olímpicos
| Baloncesto en los Juegos Olímpicos |
| --- |
| - Berlín 1936: 9° Lugar - Londres 1948: 6° Lugar - Helsinki 1952: 5° Lugar - Melbourne 1956: 8° Lugar - Roma 1960: No calificó - Tokio 1964: No calificó - México 1968: No calificó - Múnich 1972: No calificó - Montreal 1976: No calificó - Moscú 1980: No calificó - Los Ángeles 1984: No calificó - Seúl 1988: No calificó - Barcelona 1992: No calificó - Atlanta 1996: No calificó - Sídney 2000: No calificó - Atenas 2004: No calificó - Pekín 2008: No calificó - Londres 2012: No calificó - Río 2016: No calificó - Tokio 2020: No calificó - París 2024: No calificó |

### Campeonato FIBA Américas
| - 1980: No calificó - 1984: No calificó - 1988: No calificó - 1989: No calificó - 1992: No calificó - 1993: No calificó - 1995: No calificó - 1997: No calificó - 1999: No calificó - 2001: No calificó - 2003: No calificó - 2005: No calificó - 2007: No calificó - 2009: No calificó - 2011: No calificó - 2013: No calificó - 2015: No calificó - 2017: No calificó - 2022: No calificó - 2025: ? |

### Campeonato Sudamericano
| Campeonato Sudamericano de Baloncesto |
| --- |
| - 1930: 4° Lugar - 1932: - 1934: - 1935: No calificó - 1937: - 1938: No calificó - 1939: 5° Lugar - 1940: 4° Lugar - 1941: 4° Lugar - 1942: - 1943: 4° Lugar - 1945: 4° Lugar - 1947: - 1949: - 1953: - 1955: No calificó - 1958: 5° Lugar - 1960: 5° Lugar - 1961: 6° Lugar - 1963: 6° Lugar - 1966: 6° Lugar - 1968: 6° Lugar - 1969: 5° Lugar - 1971: 6° Lugar - 1973: 5° Lugar - 1976: 6° Lugar - 1977: 6° Lugar - 1979: 4° Lugar - 1981: 4° Lugar - 1983: 5° Lugar - 1985: 7° Lugar - 1987: 6° Lugar - 1989: No calificó - 1991: No calificó - 1993: No calificó - 1995: 6° Lugar - 1997: 6° Lugar - 1999: 7° Lugar - 2001: 6° Lugar - 2003: 5° Lugar - 2004: 5° Lugar - 2006: 6° Lugar - 2008: 6° Lugar - 2010: 7° Lugar - 2012: 6° Lugar - 2014: 6° Lugar - 2016: 7° Lugar |

### Juegos Panamericanos
| Juegos Panamericanos | Juegos Panamericanos | Juegos Panamericanos | Juegos Panamericanos | Juegos Panamericanos | Juegos Panamericanos |
| -------------------- | -------------------- | -------------------- | -------------------- | -------------------- | -------------------- |
| - 1951: 5° Lugar     |                      | - 1979: No calificó  |                      | - 2007: No calificó  |                      |
| - 1955: No calificó  |                      | - 1983: No calificó  |                      | - 2011: No calificó  |                      |
| - 1959: No calificó  |                      | - 1987: No calificó  |                      | - 2015: No calificó  |                      |
| - 1963: No calificó  |                      | - 1991: No calificó  |                      | - 2019: No calificó  |                      |
| - 1967: No calificó  |                      | - 1995: No calificó  |                      | - 2023: 5° Lugar     |                      |
| - 1971: No calificó  |                      | - 1999: No calificó  |                      | - 2027: ?            |                      |
| - 1975: No calificó  |                      | - 2003: No calificó  |                      |                      |                      |

## Plantilla
- Lista de jugadores convocados para disputar la segunda ronda de la Clasificación de FIBA Américas para la Copa Mundial de Baloncesto de 2027.[3]

| Chile | Chile                 | Chile | Chile  | Chile | Chile                              |
| Num   | Jugador               | Pos   | Altura | Edad  | Equipo                             |
| ----- | --------------------- | ----- | ------ | ----- | ---------------------------------- |
| 2     | Felipe Inyaco         | SG    | 1,81 m | 23    | Obras Basket                       |
| 4     | Darrol Jones          | G     | 1,95 m | 31    | Colegio Los Leones                 |
| 7     | Sebastián Herrera     | G     | 1,93 m | 27    | Paris Basketball                   |
| 8     | Sebastián Carrasco    | PG    | 1,80 m | 25    | Universidad de Concepción          |
| 10    | Sebastián Suárez      | F     | 1,94 m | 34    | Español de Osorno                  |
| 22    | Felipe Haase          | C     | 2,05 m | 27    | Capitanes de la Ciudad de México   |
| 24    | Ignacio Arroyo-Varela | PG    | 1,85 m | 25    | San Sebastián Gipuzkoa Basket Club |
| 28    | Diego Low             | SG    | 1,90 m | 28    | Universidad de Concepción          |
| 31    | Fabián Martínez       | SF    | 1,94 m | 25    | Puerto Montt Básquetbol            |
| 32    | Nicolás Carvacho      | C     | 2,08 m | 28    | Benfica                            |
| 77    | Ignacio Carrión       | SF    | 2,01 m | 31    | Colegio Los Leones                 |
| 99    | Aitor Pickett         | C     | 2,03 m | 26    | Kirchheim Knights                  |

## Partidos

### Próximos encuentros
| Fecha                   | Ciudad              | Competición                      | Local                          |                                                 | Resultado |                        | Visitante   |
| ----------------------- | ------------------- | -------------------------------- | ------------------------------ | ----------------------------------------------- | --------- | ---------------------- | ----------- |
| 23 de junio de 2023     | Valdivia            | Clasificatorio AmeriCup 2025     | Chile                          | Bandera de Chile                                | 85:63     | Bandera de Ecuador     | Ecuador     |
| 24 de junio de 2023     | Valdivia            | Clasificatorio AmeriCup 2025     | Barbados                       | Bandera de Barbados                             | 48:78     | Bandera de Chile       | Chile       |
| 25 de junio de 2023     | Valdivia            | Clasificatorio AmeriCup 2025     | Chile                          | Bandera de Chile                                | 112:47    | Bandera de Paraguay    | Paraguay    |
| 14 de agosto de 2023    | La Banda            | Preclasificatorio Olímpico 2023  | Islas Vírgenes Estadounidenses | Bandera de Islas Vírgenes de los Estados Unidos | 61:62     | Bandera de Chile       | Chile       |
| 15 de agosto de 2023    | La Banda            | Preclasificatorio Olímpico 2023  | Chile                          | Bandera de Chile                                | 78:70     | Bandera de Uruguay     | Uruguay     |
| 17 de agosto de 2023    | La Banda            | Preclasificatorio Olímpico 2023  | Chile                          | Bandera de Chile                                | 77:65     | Bandera de Colombia    | Colombia    |
| 19 de agosto de 2023    | Santiago del Estero | Preclasificatorio Olímpico 2023  | Chile                          | Bandera de Chile                                | 79:87     | Bandera de Argentina   | Argentina   |
| 31 de octubre de 2023   | Santiago            | Juegos Panamericanos 2023        | Chile                          | Bandera de Chile                                | 66:70     | Bandera de Puerto Rico | Puerto Rico |
| 1 de noviembre de 2023  | Santiago            | Juegos Panamericanos 2023        | Brasil                         | Bandera de Brasil                               | 94:43     | Bandera de Chile       | Chile       |
| 2 de noviembre de 2023  | Santiago            | Juegos Panamericanos 2023        | Chile                          | Bandera de Chile                                | 63:59     | Bandera de México      | México      |
| 3 de noviembre de 2023  | Santiago            | Juegos Panamericanos 2023        | República Dominicana           | Bandera de la República Dominicana              | 75:83     | Bandera de Chile       | Chile       |
| 22 de febrero de 2024   | Mar del Plata       | Clasificatorio AmeriCup 2025     | Argentina                      | Bandera de Argentina                            | 90:78     | Bandera de Chile       | Chile       |
| 25 de febrero de 2024   | Valdivia            | Clasificatorio AmeriCup 2025     | Chile                          | Bandera de Chile                                | 79:77     | Bandera de Argentina   | Argentina   |
| 22 de noviembre de 2024 | Valdivia            | Clasificatorio AmeriCup 2025     | Chile                          | Bandera de Chile                                | 74:80     | Bandera de Colombia    | Colombia    |
| 25 de noviembre de 2024 | Valdivia            | Clasificatorio AmeriCup 2025     | Chile                          | Bandera de Chile                                | 86:61     | Bandera de Venezuela   | Venezuela   |
| 20 de febrero de 2025   | Cali                | Clasificatorio AmeriCup 2025     | Colombia                       | Bandera de Colombia                             | 97:91     | Bandera de Chile       | Chile       |
| 23 de febrero de 2025   | Caracas             | Clasificatorio AmeriCup 2025     | Venezuela                      | Bandera de Venezuela                            | 73:72     | Bandera de Chile       | Chile       |
| 8 de agosto de 2025     | Valdivia            | Clasificatorio Copa Mundial 2027 | Chile                          | Bandera de Chile                                | 101:59    | Bandera de Ecuador     | Ecuador     |
| 9 de agosto de 2025     | Valdivia            | Clasificatorio Copa Mundial 2027 | El Salvador                    | Bandera de El Salvador                          | 47:98     | Bandera de Chile       | Chile       |
| 10 de agosto de 2025    | Valdivia            | Clasificatorio Copa Mundial 2027 | Chile                          | Bandera de Chile                                | 78:74     | Bandera de Cuba        | Cuba        |

## Entrenadores
| - Erasmo López: 1932–1936 - Jesús Magaña: 1937 - Fernando Primard: 1939 - Carlos Salamovich: 1940 - Pedro Ascencio: 1941 - Alfonso Barra Ponce: 1942 - Kenneth Davidson: 1943–1947 - Luis Valenzuela: 1948 - Osvaldo Retamal: 1949 - Kenneth Davidson & Luis Valenzuela: 1950 - Osvaldo Retamal & Sergio Molinari: 1952 - Juan Yovanovic: 1953 - Kenneth Davidson & Juan Arredondo: 1954 - Exequiel Figueroa: 1955 - Juan Arredondo: 1956 - Exequiel Figueroa & Juan Arredondo: 1958 - Luis Valenzuela & Juan Arredondo & Exequiel Figueroa: 1959 |  | - Raúl López: 1960 - Luis Valenzuela: 1961 - Gustavo Ortlieb: 1963 - Stepan Spandarian: 1965–1966 - Luis Valenzuela: 1966 - Juan Arredondo: 1968 - René Hola: 1969 - Luis Valenzuela: 1971 - Dan Peterson: 1971–1973 - Héctor Oreste & Luis Pérez: 1976 - Randy Knowles: 1977 - Renato Raggio: 1979–1985 - Héctor Oreste: 1987 - Juan Morales: 1993 - Miguel Ureta: 1995 |  | - Juan Morales: 1997–2001 - Daniel Allende: 2002–2003 - Miguel Ureta: 2004 - Daniel Allende: 2006–2008 - Juan Manuel Córdoba: 2010–2011 - Guillermo Vecchio: 2012 - Cipriano Núñez: 2014 - Daniel Frola: 2016 - Claudio Jorquera: 2017–2018 - Jorge Luis Álvarez: 2018–2019 - Daniel Frola: 2019 - Christian Santander: 2019–2022 - Juan Manuel Córdoba: 2023-act. |

## Plantillas anteriores
- Juegos Olímpicos 1936: finalizó 10° de 21 equipos.

Luis Carrasco, Augusto Carvacho, José González, Eusebio Hernández, Luis Ibaseta, Eduardo Kapstein, Michel Mehech. Entrenador: Erasmo López
- Juegos Olímpicos 1948: finalizó 6° de 23 equipos.

Eduardo Cordero, Exequiel Figueroa, Juan José Gallo, Roberto Hammer, Eduardo Kapstein, Manuel Ledesma, Víctor Mahana, Luis Enrique Marmentini, Andrés Mitrovic, Antonio Moreno, Eduardo Parra, Hernán Raffo, Marcos Sánchez Carmona, Guillermo Verdugo. Entrenador: Luis Valenzuela
- Campeonato Mundial 1950: finalizó 3°  de 10 equipos.

Rufino Bernedo, Víctor Mahana, Pedro Araya, Luis Enrique Marmentini, Exequiel Figueroa, Juan José Gallo, Marcos Sánchez Carmona, Eduardo Cordero, Hernán Ramos, Raúl López, Juan Ostoic, Mariano Fernández. Entrenador: Kenneth Davidson
- Juegos Olímpicos 1952: finalizó 5° de 23 equipos.

Pedro Araya, Rufino Bernedo, Eduardo Cordero, Hugo Fernández Diez, Exequiel Figueroa, Juan José Gallo, Víctor Mahana, Eric Mahn, Juan Ostoic, Hernán Raffo, Hermán Ramos, Álvaro Salvadores, Orlando Silva. Entrenador: Sergio Molinari
- Campeonato Mundial 1954: finalizó 10° de 12 equipos.

Pedro Araya, Víctor Mahana, Hernán Raffo, Juan Zitko, Raúl López, Juan Ostoic, Antonio Torres, Milenko Skoknic, Raúl Urra, Rolando Etchepare, Dante Gianoni, Salomón Awad. Entrenador: Kenneth Davidson
- Juegos Olímpicos 1956: finalizó 8° de 15 equipos.

Hernán Raffo, Juan Ostoic, Luis Salvadores, Maximiliano Garafulic, Orlando Etcheverre, Orlando Silva, Pedro Araya, Raúl Urra, Rolando Etchepare, Rufino Bernedo, Víctor Mahana. Entrenador: Juan Arredondo
- Campeonato Mundial 1959: finalizó 3°  de 13 equipos.

Rufino Bernedo, Luis Salvadores, Juan Zitko, Rolando Etchepare, Orlando Silva, Orlando Etcheverre, Juan Guillermo Thompson, José de la Fuente, Maximiliano Garafulic, Dante Gianoni, Bruno Luchsinger, Domingo Sibilla. Entrenador: Luis Valenzuela

## Palmarés

### Selección absoluta
- Copa Mundial de Baloncesto:
  -  Tercer lugar (2): 1950, 1959

- Campeonato Sudamericano de Baloncesto:
  -   Campeón (1): 1937
  -  Subcampeón (2): 1932, 1934
  -  Tercer lugar (4): 1942, 1947, 1949, 1953

- Juegos Suramericanos:
  -   Campeón (1): 2022
  -  Subcampeón (1): 2014
  -  Tercer lugar (3): 1982, 2010, 2018

### Selecciones juveniles
- Campeonato Sudamericano de Baloncesto Sub-21:
  -  Tercer lugar (1): 2019

- Campeonato Sudamericano de Baloncesto Sub-17:
  -   Campeón (1): 2017
  -  Tercer lugar (1): 2015

- Campeonato Sudamericano de Baloncesto Sub-15:
  -  Tercer lugar (3): 1986, 2010, 2012

### Selecciones 3x3
- Juegos Panamericanos:
  -  Subcampeón (1): 2023

- Juegos Suramericanos:
  -  Bronce (1): 2022